# 莫达讷站
莫达讷站，是法国的一个铁路车站，位于法国东南部边境小城莫达讷。

## 位置
莫达讷站位于莫达讷市区的西部，屈洛兹－莫达讷铁路235.955公里处，也是该铁路法国境内的最后一站。车站大致呈走向，开口朝。

## 历史
莫达讷站建于1871年，位于法国萨瓦省境内，弗雷瑞斯隧道北侧，也是法国的一个边境铁路车站，与意大利铁路网相连。
在1982年弗雷瑞斯公路隧道开通以前，莫达讷站还开设汽车托运业务。
因莫达讷站位于阿尔卑斯山深处，为方便前往这一地区滑雪的乘客，SNCF每年冬季均会加开由法国各地前往莫达讷的临时TGV列车。

## 站台设置
| 北↑ |      |  | 主站房 |
|     | 侧式 |  |        |
| A道 |      |  |        |
|     |      |  |        |
|     | 岛式 |  |        |
| C道 |      |  |        |
| D道 |      |  |        |
|     | 岛式 |  |        |
|     |      |  |        |
| 南↓ |      |  |        |

## 停靠线路
以下列车线路在莫达讷站停靠：
| 莫达讷站列车线路表  |      |                                  |            |              |
| 线路                | 车种 | 上一站                           | 下一站     | 大致运行频率 |
| 巴黎—米兰           | TGV  | 格勒诺布尔/尚贝里/圣让德莫里耶讷 | 巴多内基亚 | 每天3趟左右  |
| （法国各地）—莫达讷 | TGV  | 尚贝里/圣米歇尔                  | （终点）   | [ 註 3 ]     |
| 里昂—莫达讷         | TER  | 圣米歇尔                         | （终点）   | [ 註 4 ]     |
| 尚贝里—莫达讷       | TER  | 圣米歇尔                         | （终点）   | 每天7趟左右  |
| 莫达讷—都灵         | FS   | （起点）                         | 巴多内基亚 | 每天7趟左右  |
| 1. 2. 3. 4.         |      |                                  |            |              |

## 配套交通

### 长途客车
| 停靠莫达讷站的大巴车 |              |                                                                            |
| 上下车地点           | 运营单位     | 主要线路及目的地                                                           |
| 莫达讷站门口         | [ 3 ]        | 阿尔克河畔博讷瓦勒、欧苏瓦、瓦勒塞尼、瓦尔弗雷瑞斯                         |
| 莫达讷站门口         | SNCF Car TER | （当某条铁路线施工或罢工时，SNCF或FS可能会提供途径该线路沿途站点的大巴车） |
| 1. 2. 3.             |              |                                                                            |

### 城市公共交通
莫达讷站附近暂无常规市内公共交通线路。

### 社会车辆
莫达讷站门口设有社会车辆停车场。

## 临近车站
| 莫达讷站（Gare de Modane）     |                    |                                                 |
| 上行车站                       | 线路               | 下行车站                                        |
| 圣米歇尔-瓦卢瓦站 15.6km ←     | 屈洛兹－莫达讷铁路 | 巴多内基亚站 · → 16.6km （ 義大利弗雷瑞斯铁路） |
| - 本表仅显示运营中的线路及车站 |                    |                                                 |